# Fischer + Krämer Orgelbau
Fischer + Krämer Orgelbau war eine deutsche Orgelbauwerkstatt mit Sitz in Endingen am Kaiserstuhl.

## Geschichte
Die Firma wurde 1970 von den Orgelbaumeistern Friedrich Wilhelm Fischer und Johannes Krämer als Orgelbauwerkstätte Fischer + Krämer Orgelbau oHG gegründet. Nach dem Tod von Johannes Krämer wurde das Unternehmen seit Juni 2004 von dem Orgelbaumeister Georg Fischer unter der Firma Fischer + Krämer Orgelbau GmbH fortgeführt; seit 2019 wird es liquidiert.

## Werke (Auswahl)
| Jahr        | Ort                                | Kirche                                                                | Bild                          | Manuale | Register | Bemerkungen |
| ----------- | ---------------------------------- | --------------------------------------------------------------------- | ----------------------------- | ------- | -------- | --- |
| 1970        | Scherzingen                        | St. Michael                                                           |                               | I/P     | 7        | Opus 1 der Firma → Orgel |
| 1972        | Ehrenstetten                       | St. Georg                                                             |                               | III/P   | 26       | → Orgel |
| 1973        | Freiburg im Breisgau-Günterstal    | Liebfrauenkirche                                                      |                               | III/P   | 33       | → Orgel |
| 1974        | Lörrach                            | St. Peter                                                             |                               | III/P   | 32       | Ab 2024 in Weil am Rhein-Friedlingen St. Maria → Orgel |
| 1976        | Brühl-Badorf                       | St. Pantaleon                                                         |                               | II/P    | 23       | → Orgel |
| 1976        | Freiburg im Breisgau-Weingarten    | St. Andreas                                                           |                               | II/P    | 27       | → Orgel |
| 1977        | Kirchhofen                         | St. Mariä Himmelfahrt                                                 |                               | II/P    | 31       | Verwendung des Gehäuses von Nikolaus Schuble von 1815 → Orgel |
| 1978        | Freiburg im Breisgau-Sankt Georgen | St. Georg                                                             |                               | II/P    | 34       | Einige Register der Vorgängerorgel von Alexander Merklin und Albert Fröhlich (1869), die diese in ein bereits vorhandenes, historisches Obergehäuse eingebaut hatten → Orgel                       |
| 1978        | Mittelheim                         | St. Ägidius                                                           |                               | II/P    | 19       | → Orgel |
| 1980        | Frankfurt-Westend                  | St. Ignatius                                                          |                               | III/P   | 23       | → Orgel |
| 1983        | Ebringen                           | St. Gallus und Otmar                                                  |                               | II/P    | 20       | → Orgel |
| 1983        | Niederselters                      | St. Christophorus                                                     |                               | III/P   | 38       | → Orgel |
| 1984        | Lorch (Rheingau)                   | St. Martin                                                            |                               | III/P   | 43       | Verwendung des Gehäuses und fast aller Register der Vorgängerorgel von Gebr. Ratzmann aus dem Jahr 1880. → Orgel                                                                                   |
| 1985        | Endingen am Kaiserstuhl            | Evangelische Kirche                                                   |                               | II/P    | 10       | → Orgel |
| 1985        | Frankfurt-Sossenheim               | St. Michael                                                           |                               | III/P   | 27       | → Orgel |
| 1986        | Freiburg im Breisgau-Neuburg       | Mutterhauskirche der Barmherzigen Schwestern des hl. Vinzenz von Paul |                               | II/P    | 30       | → Orgel |
| 1987        | Lörrach                            | Kapelle St. Elisabethenkrankenhaus                                    |                               | II/P    | 12       | → Orgel |
| 1989        | Köln                               | St. Aposteln                                                          |                               | II/P    | 12       | 7 Register auf Wechselschleifen. → Chororgel |
| 1990        | Freiburg im Breisgau               | Freiburger Münster                                                    |                               | II/P    | 25       | → Chororgel, neu erbaut unter Verwendung des Pfeifenmaterials und der Windladen der Vorgängerorgel von Rieger aus dem Jahr 1964; 2018 umgesetzt nach Mimmenhausen durch Josef Maier (Link) → Orgel |
| 1991        | Bad Neuenahr-Ahrweiler             | St. Laurentius                                                        |                               | III/P   | 49       | → Orgel |
| 1992        | Geislingen (Zollernalbkreis)       | St. Ulrich                                                            |                               | III/P   | 40       | → Orgel |
| 1992        | Jungholtz (Elsass)                 | Unsere Liebe Frau von Thierenbach                                     |                               | III/P   | 36       | → Orgel |
| 1993        | Schlatt                            | St. Sebastian                                                         |                               | II/P    | 14       | → Neubau unter Verwendung einiger Pfeifen aus der Vorgängerorgel und des Gehäuses → Orgel |
| 1994        | Bremen                             | St. Remberti                                                          |                               | III/P   | 33       | → Orgel |
| 1996        | Köln                               | St. Aposteln                                                          | Orgel in St. Aposteln in Köln | IV/P    | 80       | → Orgel |
| 1997        | Mayen                              | St. Clemens                                                           |                               | III/P   | 42       | → Orgel |
| 1998        | Maintal                            | Evangelische Kirche Bischofsheim (Maintal)                            |                               | II/P    | 31       | → Orgel |
| 1999        | Lübeck                             | St. Vicelin                                                           |                               | II/P    | 24       | 3 Transmissionen; Ersatz für die Orgel, die 1997 mit der Kirche einem Brandanschlag zum Opfer fiel → Orgel → Orgel                                                                                 |
| 2001        | Müllheim im Markgräflerland        | Neuapostolische Kirche                                                |                               | I/P     | 4        | → Orgel |
| 2003        | Emsdetten                          | St. Marien                                                            |                               | III/P   | 40       | → Orgel |
| 2006 / 2009 | Niedermarsberg                     | St. Magnus                                                            |                               | II/P    | 32       | → Orgel |
| 2010        | Freiburg im Breisgau-Wiehre        | Neuapostolische Kirche                                                |                               | III/P   | 23+4     | → Orgel |
| 2014        | Markkleeberg                       | Martin-Luther-Kirche                                                  |                               | II/P    | 29       | mit MIDI-Technik → Orgel |